# 安座上真
安座上 真（あざがみ まこと、1888年1月5日 - 1957年8月11日）は、日本の経営者。日本通運社長を務めた。

## 経歴
福岡県宗像郡河東村(現在の宗像市)出身。1907年に東筑中学校を卒業。吉田組、（出光商会）、内国通運での勤務を経て、
1937年に日本通運理事および台湾支社長に就任し、1946年に副社長に就任した。1954年には社長に昇格した。それまでの社長はいずれも鉄道出身者であったが安座上は初の社員出身の社長となった。
日本経営者団体連盟常任理事も務めた。